# Zevenhoven
Zevenhoven est un village de la commune néerlandaise de Nieuwkoop, dans la province de la Hollande-Méridionale. Le 1er janvier 2004, le village comptait 2 750 habitants.
Zevenhoven fut une commune indépendante jusqu'au 1er janvier 1991, date de son rattachement à Nieuwkoop.